# Học viện Platon

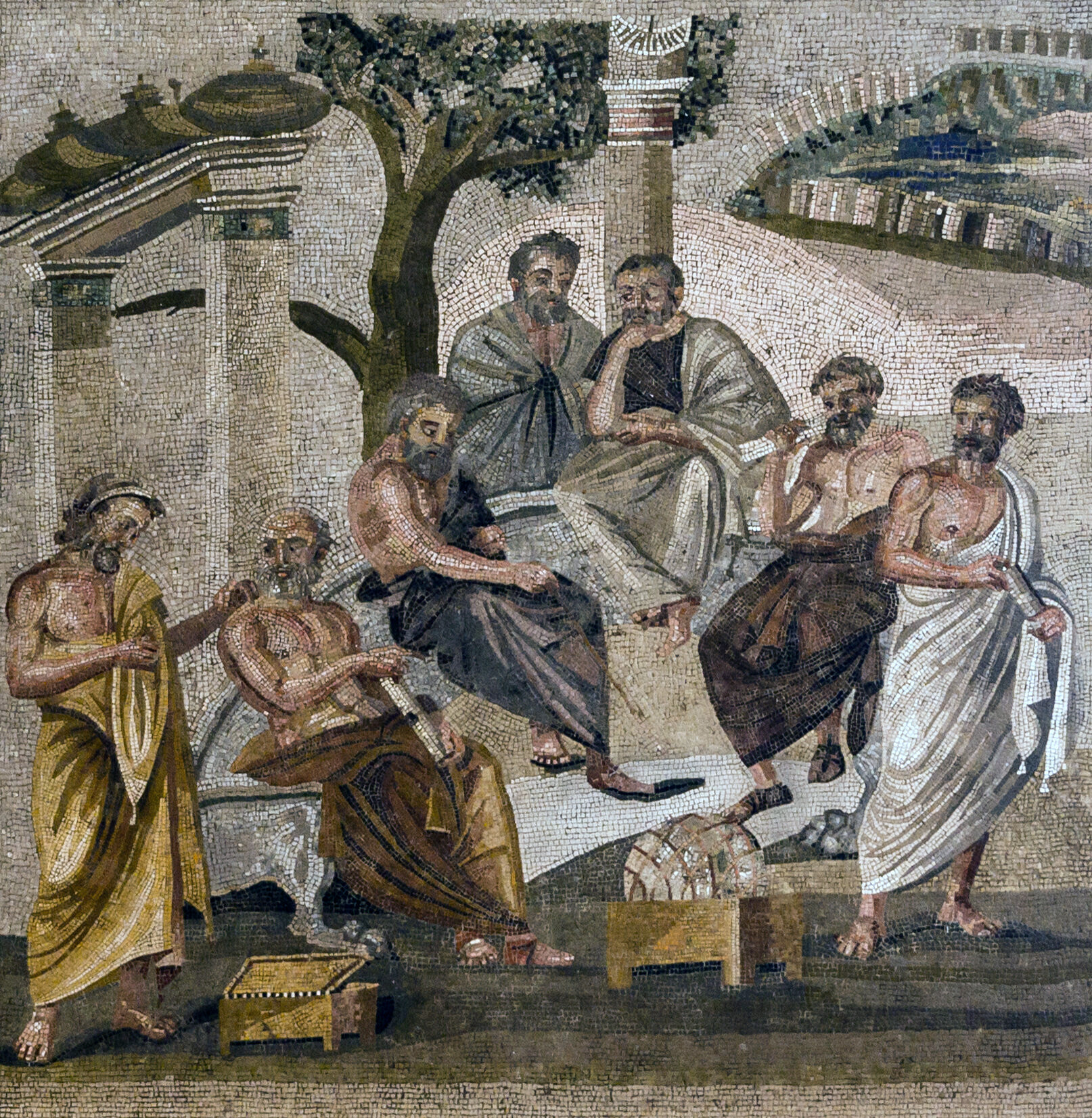
Học viện của Platon, tranh khảm ở Pompeii (thành phố thời La Mã cổ đại).

Học viện hay Akademia (tiếng Hy Lạp cổ: Ἀκαδημία; tiếng Anh: Academy), còn gọi là Học viện Platon (Ἀκαδημία Πλάτωνος), được triết gia Platon (428/427–348/347 trước công nguyên) thành lập vào khoảng năm 387 trước công nguyên ở Athena cổ đại. Triết gia Aristoteles  (384–322 trước công nguyên) học ở đây trong 20 năm (367–347 trước công nguyên) trước khi lập ra ngôi trường của mình, gọi là Lyceum. Học viện tồn tại suốt thời Hy Lạp cổ đại như là một trường học mang tính hoài nghi về mặt học thuật, cho đến khi chấm dứt hoạt động sau cái chết của triết gia Philo (ở Larissa) vào năm 83 trước công nguyên. Mặc dù các triết gia tiếp tục giảng dạy triết học Platon ở Athena trong thời La Mã, đến năm 410 thì Học viện mới được tái lập như là một trung tâm học tập theo phái Tân Platon, và tồn tại cho đến năm 529 khi cuối cùng bị Hoàng đế La Mã Justinianus I đóng cửa.